# Дмитрий Гирс
Дмитрий Константинович Гирс (на руски: Дмитрий Константинович Гирс) е руски журналист и писател. Участник в Руско-турската война (1877 – 1878). Военен кореспондент.

## Биография
Дмитрий Гирс е роден през 1836 г. в град Таганрог. Ориентира се към военното поприще. Завършва 1-ви кадетски корпус. Служи в сапьорните части на Руската армия с първо офицерско звание прапорщик. През 1868 г. заради критична реч на погребението на Дмитрий Писарев е принуден да напусне армията и Санкт Петербург.
Занимава се с журналистика под псевдонима „Константинов“. Пише за списанията „Русский вестник“ и „Отечественные записки“. Публикува своя роман „Старая и Новая Россия“ който прави силно впечатление (1868). Сред неговите произведения са „На краю пропасти“ (1870), „Калифорнийский рудник“ (1872), „Дневник нотариального писца“(1883), „Авдотья двумужница“ (1884) и др.
През 1876 г. е кореспондент на в-к „Санкт-Петербургские ведомости“ в Сърбия и отразява Сръбско-турската война (1876). Участва в Руско-турската война (1877-1878) като военен кореспондент на сп. „Северный вестник“. Публикува серия от кореспонденции от театъра на военните действия. Застъпник на българската национална кауза.
Издател на в-к „Русская правда“ (1878-1880). Пише фейлетони под псевдонима „Добро-Глаголь“ и често влиза в конфликт с цензурата. Издава своите „Записки военного“.